# Sajko
Sajko je priimek več znanih Slovencev:
- Breda Čebulj Sajko (*1959), etnologinja, strok. za izseljenstvo
- Darko Sajko, direktor direktorata za les na Ministrstvu za gospodarstvo RS
- Iztok Sajko, ZRC SAZU
- Mako Sajko (1927—2023), (filmski) režiser in scenarist
- Niko(laj) Sajko, violončelist
- Rosanda Sajko (1930—2022), radijska režiserka in dramaturginja
- Urška Sajko (*1990), dramaturginja
- Vida Pfeifer Sajko (*1943), slikarka
- Zala Sajko (*1987), lutkarica, režiserka

#### tuji nosilci priimka:
- Ivana Sajko (*1975), hrvaška dramaturginja, dramatičarka in pisateljica
- Krešimir Sajko (*1935), hrvaški pravnik (doktoriral na PF v Ljubljani - 1969), univ. profesor emeritus, strokovnjak za mednarodno (zasebno) pravo in evropske študije